# Équipe de Suisse de football en 1924
Cet article présente les résultats de l'équipe de Suisse de football lors de l'année 1924. Elle dispute ses premiers matches officiels. Lors des Jeux olympiques de Paris, où elle décroche la médaille d'argent, la Suisse rencontre pour la première fois la Lituanie, la Tchécoslovaquie et l'Uruguay, équipe qui la bat en finale 3-0. Cet adversaire est également le premier de la Suisse hors d'Europe.

## Bilan
|           | Nombre de matchs | Victoires | Défaites | Matchs nuls | Buts marqués | Buts encaissés |
| Domicile  | 3                | 3         | 0        | 0           | 9            | 2              |
| Extérieur | 1                | 0         | 0        | 1           | 1            | 1              |
| Neutre    | 6                | 4         | 1        | 1           | 15           | 6              |
| Total     | 10               | 7         | 1        | 2           | 25           | 9              |

## Matchs et résultats
| Match amical                             | Suisse                              | 3 - 0   | France | Les Charmilles, Genève                          |                                                 |
| 23 mars 1924 · Historique des rencontres | Kramer 8e · Dietrich 9e · Pache 60e | (2 - 0) |        | Spectateurs : 15 000 Arbitrage : Umberto Meazza | Spectateurs : 15 000 Arbitrage : Umberto Meazza |
| 23 mars 1924 · Historique des rencontres | Rapport                             |         |        | Spectateurs : 15 000 Arbitrage : Umberto Meazza | Spectateurs : 15 000 Arbitrage : Umberto Meazza |

| Match amical                              | Suisse                     | 2 - 0   | Danemark | Rankhof, Bâle                                     |                                                   |
| 21 avril 1924 · Historique des rencontres | Abegglen 3e · Dietrich 43e | (2 - 0) |          | Spectateurs : 15 000 Arbitrage : Johannes Mutters | Spectateurs : 15 000 Arbitrage : Johannes Mutters |
| 21 avril 1924 · Historique des rencontres | Rapport                    |         |          | Spectateurs : 15 000 Arbitrage : Johannes Mutters | Spectateurs : 15 000 Arbitrage : Johannes Mutters |

| Match amical                            | Suisse                                             | 4 - 2   | Hongrie                      | Förrlibuck, Zurich                           |                                              |
| 18 mai 1924 · Historique des rencontres | Abegglen 20e · Sturzenegger 32e 54e · Dietrich 47e | (2 - 0) | 66e (pen.) Braun · 72e Opata | Spectateurs : 18 000 Arbitrage : John Fowler | Spectateurs : 18 000 Arbitrage : John Fowler |
| 18 mai 1924 · Historique des rencontres | Rapport                                            |         |                              | Spectateurs : 18 000 Arbitrage : John Fowler | Spectateurs : 18 000 Arbitrage : John Fowler |

| Jeux olympiques, tour préliminaire              | Suisse                                                                           | 9 - 0   | Lituanie | Pershing, Paris                                 |                                                 |
| 25 mai 1924 · 15h30 · Historique des rencontres | Sturzenegger 2e 43e 68e 85e · Dietrich 14e · Abegglen 41e 50e 58e · Ramseyer 63e | (4 - 0) |          | Spectateurs : 8 110 Arbitrage : Antonio Scamoni | Spectateurs : 8 110 Arbitrage : Antonio Scamoni |
| 25 mai 1924 · 15h30 · Historique des rencontres | Rapport                                                                          |         |          | Spectateurs : 8 110 Arbitrage : Antonio Scamoni | Spectateurs : 8 110 Arbitrage : Antonio Scamoni |

| Jeux olympiques, Huitième de finale             | Suisse       | 1 - 1 a. p. | Tchécoslovaquie        | Bergeyre, Paris                                |                                                |
| 28 mai 1924 · 17h00 · Historique des rencontres | Dietrich 79e | (0 - 1)     | 22e (pen.) Sloup-Štapl | Spectateurs : 9 157 Arbitrage : Peder Andersen | Spectateurs : 9 157 Arbitrage : Peder Andersen |
| 28 mai 1924 · 17h00 · Historique des rencontres | Rapport      |             |                        | Spectateurs : 9 157 Arbitrage : Peder Andersen | Spectateurs : 9 157 Arbitrage : Peder Andersen |

| Jeux olympiques, Huitième de finale à rejouer   | Suisse    | 1 - 0   | Tchécoslovaquie | Bergeyre, Paris                                |                                                |
| 30 mai 1924 · 17h30 · Historique des rencontres | Pache 87e | (0 - 0) |                 | Spectateurs : 7 448 Arbitrage : Marcel Slawick | Spectateurs : 7 448 Arbitrage : Marcel Slawick |
| 30 mai 1924 · 17h30 · Historique des rencontres | Rapport   |         |                 | Spectateurs : 7 448 Arbitrage : Marcel Slawick | Spectateurs : 7 448 Arbitrage : Marcel Slawick |

| Jeux olympiques, Quart de finale                | Suisse                          | 2 - 1   | Italie          | Bergeyre, Paris                                  |                                                  |
| 2 juin 1924 · 17h00 · Historique des rencontres | Sturzenegger 46e · Abegglen 70e | (0 - 0) | 52e Della Valle | Spectateurs : 8 359 Arbitrage : Johannes Mutters | Spectateurs : 8 359 Arbitrage : Johannes Mutters |
| 2 juin 1924 · 17h00 · Historique des rencontres | Rapport                         |         |                 | Spectateurs : 8 359 Arbitrage : Johannes Mutters | Spectateurs : 8 359 Arbitrage : Johannes Mutters |

| Jeux olympiques, Demi-finale                    | Suisse           | 2 - 1   | Suède    | Stade olympique Yves-du-Manoir, Colombes         |                                                  |
| 5 juin 1924 · 17h00 · Historique des rencontres | Abegglen 15e 77e | (1 - 1) | 41e Kock | Spectateurs : 7 448 Arbitrage : Mihály Iváncsics | Spectateurs : 7 448 Arbitrage : Mihály Iváncsics |
| 5 juin 1924 · 17h00 · Historique des rencontres | Rapport          |         |          | Spectateurs : 7 448 Arbitrage : Mihály Iváncsics | Spectateurs : 7 448 Arbitrage : Mihály Iváncsics |

| Jeux olympiques, Finale                         | Uruguay                           | 3 - 0   | Suisse | Stade olympique Yves-du-Manoir, Colombes        |                                                 |
| 9 juin 1924 · 17h00 · Historique des rencontres | Petrone 9e · Cea 65e · Romano 82e | (1 - 0) |        | Spectateurs : 40 552 Arbitrage : Marcel Slawick | Spectateurs : 40 552 Arbitrage : Marcel Slawick |
| 9 juin 1924 · 17h00 · Historique des rencontres | Rapport                           |         |        | Spectateurs : 40 552 Arbitrage : Marcel Slawick | Spectateurs : 40 552 Arbitrage : Marcel Slawick |

| Match amical                                 | Allemagne  | 1 - 1   | Suisse       | Gazi-Stadion auf der Waldau, Stuttgart            |                                                   |
| 14 décembre 1924 · Historique des rencontres | Harder 71e | (0 - 1) | 26e Dietrich | Spectateurs : 25 000 Arbitrage : Johannes Mutters | Spectateurs : 25 000 Arbitrage : Johannes Mutters |
| 14 décembre 1924 · Historique des rencontres | Rapport    |         |              | Spectateurs : 25 000 Arbitrage : Johannes Mutters | Spectateurs : 25 000 Arbitrage : Johannes Mutters |